# IIHF Moštvo zvezd stoletja
IIHF Moštvo zvezd stoletja je moštvo zvezd iz mednarodnih hokejskih tekmovanj. Izbor je organizirala Mednarodna hokejska zveza, oznanjen je bil leta 2008. Moštvo je izbiralo 56 hokejskih strokovnjakov iz 16 držav, kar je predstavljalo ravnotežje med severnoameriškimi in evropskimi državami. V moštvu so ljudje, ki so v športu delovali daljši čas in ki so v športu vsesplošno cenjeni. Enega od 56 glasov je oddalo osebje revije The Hockey News.

## Izbor
Izbrani igralci:
- Vratar: Vladislav Tretjak (Sovjetska zveza) - 30 glasov.
- Prvi branilec: Vjačeslav Fetisov (Sovjetska zveza) - 54 glasov.
- Drugi branilec: Börje Salming (Švedska) - 17 glasov.
- Prvo krilo: Valerij Harlamov (Sovjetska zveza) - 21 glasov.
- Drugo krilo: Sergej Makarov (Sovjetska zveza) - 18 glasov.
- Center: Wayne Gretzky (Kanada) - 38 glasov.

## Ocene
Ocene in komentarji na izbor so bili večinoma pozitivni. V reviji The Hockey News, ki je sodelovala pri izboru, so dejali, da se zavedajo, da mnogim Kanadčanom ne bo všeč, da je na seznamu le en Kanadčan, a so priznali, da je bil izbor pravičen in da je bilo opravljenega veliko dela, da bi bil izbor čim bolj objektiven.  Izbor je podprl tudi kanadski časnik National Post, ki je zapisal: »Z Waynom Gretzkyjem, štirimi Sovjeti in enim Švedom v moštvu zvezd je izbor odličen.«  Gregory Sandstrom, Kanadčan na delu na Zvezni univerzi Sankt Petersburg je v članku za The St. Petersburg Times priznal, da je dominacija Rusov na seznamu pravična in obenem pozval Kanado, da se Rusom oddolži na naslednjih olimpijskih igrah.